# Lathrolestes bullatus
Lathrolestes bullatus är en stekelart som beskrevs av Barron 1994. Lathrolestes bullatus ingår i släktet Lathrolestes och familjen brokparasitsteklar. Inga underarter finns listade i Catalogue of Life.